# Diogma
Diogma is een muggengeslacht uit de familie van de buismuggen (Cylindrotomidae).

## Soorten
- D. brevifurca Alexander, 1949
- D. caudata Takahashi, 1960
- D. dmitrii Paramonov, 2005
- D. glabrata (Meigen, 1818)
- D. minuticornis (Alexander, 1935)
- D. sinensis Yang and Yang, 1995